# 2006年国家领导人列表

## 非洲
- 阿爾及利亞
  - 總統：（Abdelaziz Bouteflika）（1999年－）
  - 總理：
    1. 艾哈邁德·奧亞希亞（Ahmed Ouyahia）（2003年－2006年）
    2. 阿卜杜勒-阿齐兹·贝勒卡迪姆（Abdelaziz Belkhadem）（2006年－）
- 安哥拉
  - 總統：（José Eduardo dos Santos）（1979年－）
  - 總理：费尔南多·达皮耶达德·迪亚斯·多斯桑托斯（Fernando da Piedade Dias dos Santos）（2002年－）
- 貝寧
  - 总统：
    1. 马蒂厄·克雷库（Mathieu Kérékou）（1996年－2006年）
    2. 亚伊·博尼（Yayi Boni）（2006年－）
- 博茨瓦納
  - 总统：费斯图斯·莫哈埃（Festus Mogae）（1998年－）
- 布基納法索
  - 总统：布莱兹·孔波雷（Blaise Compaoré）（1987年－）
  - 总理：帕拉曼加·埃内斯特·永利（Paramanga Ernest Yonli）（2000年－）
- 布隆迪
  - 总统：皮埃尔·恩库伦齐扎（Pierre Nkurunziza）（2005年－）
- 喀麥隆
  - 总统：保罗·比亚（Paul Biya）（1982年－）
  - 总理：埃弗拉伊姆·伊诺尼（Ephraim Inoni）（2004年－）
- 佛得角
  - 总统：佩德罗·皮雷斯（Pedro Pires）（2001年－）
  - 总理：若泽·马里亚·内维斯（José Maria Neves）（2001年－）
- 中非共和國
  - 总统：弗朗索瓦·博齐泽（François Bozizé）（2003年－）
  - 总理：埃利·多泰（Elie Doté）（2005年－）
- 乍得
  - 总统：伊德里斯·德比（Idriss Déby）（1990年－）
  - 总理：帕斯卡尔·约阿迪姆纳吉（Pascal Yoadimnadji）（2005年－）
- 科摩羅
  - 总统：
    1. 阿扎利·阿苏马尼（Azali Assoumani）（2002年－2006年）
    2. 艾哈迈德·阿卜杜拉·穆罕默德·桑比（Ahmed Abdallah Sambi）（2006年－）
- 剛果民主共和國
  - 总统：约瑟夫·卡比拉（Joseph Kabila）（2001年－）
- 剛果共和國
  - 总统：德尼·萨索·恩格索（Denis Sassou Nguesso）（1997年－）
  - 总理：伊西多尔·姆武巴（Isidore Mvouba）（2005年－）
- 科特迪瓦
  - 总统：洛朗·巴博（Laurent Gbagbo）（2000年－）
  - 总理：夏尔·科南·班尼（Charles Konan Banny）（2005年－）
- 吉布堤
  - 总统：伊斯梅尔·奥马尔·盖莱（Ismail Omar Guelleh）（1999年－）
  - 总理：迪莱塔·穆罕默德·迪莱塔（Dileita Mohamed Dileita）（2001年－）
- 赤道畿內亞
  - 总统：特奥多罗·奥比昂·恩圭马·姆巴索戈（Teodoro Obiang Nguema Mbasogo）（1979年－）
  - 总理：
    1. 米格尔·阿维亚·比奥特·博里科（Miguel Abia Biteo Borico）（2004年－2006年）
    2. 里卡多·曼格·奥巴马·恩富比（Ricardo Mangue Obama Nfubea）
- 厄立特里亞
  - 总统：伊萨亚斯·阿费沃尔基（Isaias Afwerki）（1993年－）
- 埃塞俄比亞
  - 总统：吉尔马·沃尔德-乔治斯（Girma Wolde-Giorgis）（2001年－）
  - 总理：梅莱斯·泽纳维（Meles Zenawi）（1995年－）
- 加蓬
  - 总统：奥马尔·邦戈（Omar Bongo）（1967年－）
  - 总理： 
    1. 让-弗朗索瓦·恩图图梅·埃马内（Jean-François Ntoutoume Emane）（1999年－2006年）
    2. 让·埃耶格·恩东（Jean Eyeghe Ndong）（2006年－）
- 岡比亞
  - 总统：叶海亚·贾梅（Yahya Jammeh）（1994年－）
- 加納
  - 总统：约翰·库福尔（John Kufuor）（2001年－）
- 畿內亞
  - 总统：兰萨纳·孔戴（Lansana Conté）（1984年－）
  - 總理：塞卢·达莱因·迪亚洛（Cellou Dalein Diallo），几内亚总理（2004年–2006年）
- 幾內亞比紹
  - 總統：若奥·贝尔纳多·维埃拉（João Bernardo Vieira），几内亚比绍总统（2005–present）
  - 總理：阿里斯蒂德斯·戈梅斯（Aristides Gomes），几内亚比绍总理（2005–present）
- 肯雅
  - 總統：姆瓦伊·齐贝吉，肯亞總統（2002–present）
- 萊索托
  - 君主：Letsie III，King of Lesotho（1996–present）
  - 總理：Pakalitha Mosisili，Prime Minister of Lesotho（1998–present）
- 利比里亞
  - 總統：
    1. Gyude Bryant，Chairman of the Transitional Government of Liberia (2003-2006)
    2. Ellen Johnson-Sirleaf，President (2006–present)
- 利比亞
  - De facto Chief of State - 格達費，Guide of the Revolution (1969–present)
  - Nominal Chief of State - Zentani Muhammad az-Zentani，General Secretary of the General People's Congress (1992–present)
  - Head of Government -
    1. Shukri Ghanem，General Secretary of the General People's Committee (2003–2006)
    2. Baghdadi Mahmudi，General Secretary of the General People's Committee (2006-present)
- 馬達加斯加
  - 總統： Marc Ravalomanana，President of Madagascar（2002–present）
  - 總理：Jacques Sylla，Prime Minister of Madagascar（2002–present）
- 馬拉威
  - 總統： Bingu wa Mutharika，President of Malawi（2004–present）
- 馬里
  - 總統： Amadou Toumani Touré，President of Mali（2002–present）
  - 總理：Ousmane Issoufi Maïga，Prime Minister of Mali（2004–present）
- 毛里塔尼亞
  - Head of State - Ely Ould Mohamed Vall，Chairman of the Military Council for Justice and Democracy（2005–present）
  - 總理：Sidi Mohamed Ould Boubacar，Prime Minister of Mauritania（2005–present）
- 毛里裘斯
  - 總統： Sir Anerood Jugnauth，President of Mauritius（2003–present）
  - 總理：Navin Ramgoolam，(2005–present)
  - Rodrigues
    - Chief Commissioner - Serge Clair，Chief Commissioner of Rodrigues（2003–present）
    - Chief Executive - Jean-Claude Pierre-Louis，Chief Executive of Rodrigues（2004–present）
- 摩洛哥
  - 君主：Mohammed VI，King of Morocco（1999–present）
  - 總理：Driss Jettou，Prime Minister of Morocco（2002–present）
- 莫桑比克
  - 總統： Armando Guebuza，President of Mozambique（2005–present）
  - 總理：Luisa Diogo，Prime Minister of Mozambique（2004–present）
- 納米比亞
  - 總統： Hifikepunye Pohamba，President of Namibia（2005–present）
  - 總理：Nahas Angula，Prime Minister of Namibia（2005–present）
- 尼日爾
  - 總統： Tandja Mamadou，President of Niger（1999–present）
  - 總理：Hama Amadou，Prime Minister of Niger（2000–present）
- 尼日利亞
  - 總統： Olusegun Obasanjo，President of Nigeria（1999–present）
- 盧旺達
  - 總統： Paul Kagame，President of Rwanda（2000–present）
  - 總理：Bernard Makuza，Prime Minister of Rwanda（2000–present）
- 聖多美和普林西比
  - 總統： Fradique de Menezes，President of São Tomé and Príncipe（2001–present）
  - 總理：
    1. Maria do Carmo Silveira，Prime Minister of São Tomé and Principe（2005–2006）
    2. Tomé Vera Cruz，Prime Minister of São Tomé and Principe（2006–present）

  - Principe - 
    1. Zeferino dos Prazeres，President of the Regional Government of Principe（2002–2006）
    2. João Paulo Cassandra，President of the Regional Government of Principe（2006–present）
- 塞內加爾
  - 總統： Abdoulaye Wade，President of Senegal（2000–present）
  - 總理：Macky Sall，Prime Minister of Senegal（2004–present）
- 塞舌爾
  - 總統： James Michel，President of Seychelles（2004–present）
- 塞拉利昂
  - 總統： Ahmad Tejan Kabbah，President of Sierra Leone（1998–present）
- 索馬里
  - President in Jowhar - Abdullahi Yusuf，President of Somalia（2004–present）
  - Prime Minister in Jowhar - Ali Muhammad Ghedi，Prime Minister of Somalia（2004–present）
  - Elected President (in Mogadishu) - Abdinur Ahmed Darman (2003–2006)
  - Republic of Somaliland - Dahir Riyale Kahin，President of Somaliland（2002–present）
  - Puntland - Mohamud Muse Hersi "Adde"，President of Puntland（2005–present）
- 南非
  - 總統： Thabo Mbeki，President of South Africa（1999–present）
- 蘇丹
  - 總統： Omar Hasan Ahmad al-Bashir，President of Sudan（1989–present）
  - Southern Sudan Salva Kiir，President of the Government of Southern Sudan（2005–present）
- 斯威士蘭 - 
  - 君主：Mswati III，King of Swaziland（1986–present）
  - 總理：Themba Dlamini，Prime Minister of Swaziland（2003–present）
- 坦桑尼亞
  - 總統： Jakaya Kikwete，President of Tanzania（2005–present）
  - 總理：Edward Lowassa，Prime Minister of Tanzania（2005–present）
  - 桑給巴爾 -
    - 總統： Amani Abeid Karume，President of Zanzibar（2000–present）
    - Chief Minister - Shamsi Vuai Nahodha，Chief Minister of Zanzibar（2000–present）
- 多哥
  - 總統： Faure Gnassingbé，President of Togo（2005–present）
  - 總理：Edem Kodjo，Prime Minister of Togo（2005–present）
- 突尼斯
  - 總統： Zine El Abidine Ben Ali，President of Tunisia（1987–present）
  - 總理：Mohamed Ghannouchi，Prime Minister of Tunisia（1999–present）
- 烏干達
  - 總統： Yoweri Museveni，President of Uganda（1986–present）
  - 總理：Apolo Nsibambi，Prime Minister of Uganda（1999–present）
- 西撒哈拉（Saharawi Arab Democratic Republic）
  - 總統： Mohammed Abdel Aziz，President of Western Sahara（1982–present）
  - 總理：Abdelkader Taleb Oumar，Prime Minister of Western Sahara（2003–present）
- 贊比亞
  - 總統： Levy Mwanawasa，President of Zambia（2002–present）
- 津巴布韋
  - 總統： Robert Mugabe，President of Zimbabwe（1987–present）

## 亞洲
- 阿富汗
  - 总统：哈米德·卡尔扎伊（Hamid Karzai）（2001年－）
- 孟加拉国
  - 总统：伊阿久丁·艾哈迈德（Iajuddin Ahmed）（2002年－）
  - 总理：卡莱达·齐亚（Khaleda Zia）（2001年－）
- 不丹
  - 国王：
    1. 吉格梅·辛格·旺楚克（Jigme Singye Wangchuck）（1972年－2006年）
    2. 吉格梅·凯撒·纳姆加尔·旺楚克（Jigme Khesar Namgyal Wangchuck）（2006年－）

  - 首相：
    1. 利翁波·桑格·乃杜伦（Lyonpo Sangay Ngedup）（2005年－2006年）
    2. 利翁波·坎杜·旺楚克（Lyonpo Khandu Wangchuck）（2006年－）
- 汶萊
  - 苏丹：哈桑纳尔·博尔基亚（Hassanal Bolkiah）（1967年－）
- 柬埔寨
  - 国王：诺罗敦·西哈莫尼（Norodom Sihamoni）（2004年－）
  - 首相：（Hun Sen）（1998年－）
- 中華人民共和國:
  - 中共中央总书记：胡锦涛（2002年－）
  - 國家主席：胡锦涛（2003年－）
  - 國務院總理：温家宝（2003年－）
- 中華民國
  - 總統：陳水扁（2000年－2008年）
  - 行政院長：
    1. 謝長廷（2005年－2006年）
    2. 蘇貞昌（2006年－2007年）
- 東帝汶
  - 总统：沙纳纳·古斯芒（Xanana Gusmão）（2002年－）
  - 总理：
    1. 马里·阿尔卡蒂里（Marí Alkatiri）（2002年－2006年）
    2. 若泽·拉莫斯·奥尔塔（José Ramos Horta）（2006年－）
- 印度
  - 总统：阿布杜尔·卡拉姆（Abdul Kalam）（2002年－）
  - 总理：曼莫汉·辛格（Manmohan Singh）（2004年－）
- 印度尼西亞
  - 總統：（Susilo Bambang Yudhoyono）（2004年－）
- 日本
  - 天皇：明仁天皇（Akihito）（1989年－）
  - 內閣總理大臣：  
    1. 小泉純一郎（Junichiro Koizumi）（2001年－2006年）
    2. 安倍晉三（Shinzo Abe）（2006年－2007年）
- 哈萨克斯坦
  - 总统：努尔苏丹·纳扎尔巴耶夫（Nursultan Nazarbayev）（1991年－）
  - 总理：达尼亚尔·艾哈迈托夫（Daniyal Akhmetov）（2003年－）
- 朝鮮民主主義人民共和國
  - 最高領導人：金正日（Kim Jiong-il）（1994年－）
  - 最高人民议会常任委员会委员长：金永南（Kim Yong-nam）（1998年－）
  - 内阁总理：朴凤柱（Pak Pong-ju）（2003年－）
- 韓國
  - 總統：盧武鉉（Roh Moo-hyun）（2003年－2008年）
  - 總理：
    1. 李海瓚（Lee Hae Chan）（2004年－2006年）
    2. 韓明淑（Han Myeong Sook）（2006年－）
- 吉尔吉斯斯坦
  - 总统：库尔曼别克·巴基耶夫（Kurmanbek Bakiyev）（2005年－）
  - 总理：费利克斯·库洛夫（Feliks Kulov）（2005年－）
- 老撾
  - 国家主席：坎代·西潘敦（Khamtai Siphandon）（1998年－2006年）
  - 政府总理：
    1. 邦南·沃拉芝（Boungnang Vorachith）（2001年－2006年）
    2. 布瓦松·布帕万（Bouasone Bouphavanh）（2006年－）
- 馬來西亞
  - 最高元首：
    1. 端姑赛·西拉祖丁（Tuanku Syed Sirajuddin）（2001年－2006年）
    2. 端姑米占·再纳·阿比丁（Sultan Mizan Zainal Abidin）（2006年－）

  - 首相：阿都拉·巴达威（Dato' Seri Abdullah bin Ahmad Badawi）（2003年－）
- 馬爾代夫
  - 总统：穆蒙·阿卜杜勒·加尧姆（Maumoon Abdul Gayoom），马尔代夫总统（1978–present）
- 蒙古
  - 總統： Nambaryn Enkhbayar，蒙古国总统（2005–present）
  - Prime Minister -
    1. Tsakhiagiyn Elbegdorj，Prime Minister of Mongolia (2004-2006)
    2. Miyeegombo Enkhbold，Prime Minister of Mongolia (2006–present)
- 緬甸
  - Chairman of the State Peace and Development Council - Than Shwe，President of Myanmar（1992–present）
  - 總理：Lieutenant-General Soe Win，Prime Minister of Myanmar（2004–present）
- 尼泊爾
  - 君主：Gyanendra Bir Bikram Shah Dev，Raja of Nepal（2001–present）
  - 總理：
    1. Gyanendra Bir Bikram Shah Dev (direct rule by monarch) (2005–2006)
    2. Girija Prasad Koirala，Prime Minister of Nepal（2006–present）
- 巴基斯坦 -
  - 總統： Pervez Musharraf，President of Pakistan（2001–present）
  - 總理：Shaukat Aziz，Prime Minister of Pakistan（2004–present）
- 菲律賓
  - 總統： Gloria Macapagal-Arroyo，President of the Philippines（2001–present）
  - Autonomous Region in Muslim Mindanao（ARMM） - Governor - Zaldy Ampatuan，Governor of the Autonomous Region in Muslim Mindanao（2005–present）
- 新加坡
  - 總統：納丹（1999年－）
  - 總理：李顯龍（2004年－）
- 斯里蘭卡
  - 總統： Mahinda Rajapakse，President of Sri Lanka（2005–present）
  - 總理：Ratnasiri Wickremanayake，Prime Minister of Sri Lanka（2005–present）
- 塔吉克
  - 總統： Emomali Rahmonov，President of Tajikistan（1992–present）
  - 總理：Akil Akilov，Prime Minister of Tajikistan（1999–present）
  - Gorno-Badakhshan - Alimamad Niyozmamadov，Chairman of the administration（1994–present）
- 泰國
  - 君主：蒲美蓬·阿杜德（1946年－）
  - 總理：
    1. 塔信·欽那瓦（2001年－2006年）
    2. Acting 總理：Chidchai Vanasatidya (2006)
    3. 素拉育·朱拉暖（2006年－）
- 土庫曼 -
  - 總統： Saparmurat Niyazov，Turkmenbashi (1990–present)
  - 總理：Saparmurat Niyazov，Prime Minister of Turkmenistan（1992–present）
- 烏茲別克
  - 總統： Islam Karimov，President of Uzbekistan（1991–present）
  - 總理：Shavkat Mirziyayev，Prime Minister of Uzbekistan（2003–present）
  - Karakalpakstan
    - 總統： Musa Erniyazov，Chairmen of the Legislative Assembly of Karakalpakstan（2002–present）
    - 總理：Tursunbay Tangirbergenov，Chairmen of the Council of Ministers of Karakalpakstan（2002–present）
- 越南
  - 越共中央总书记：
    1. 農德孟 （2001–present）

  - 国家主席：
    1. 陳德良（1997–2006）
    2. 阮明哲 (2006-present)

  - 政府總理： 
    1. 潘文凱（1997年－2006年）
    2. 阮晉勇 (2006-present)

## 大洋洲
- 美屬薩摩亞（美國領地）
  - Togiola Tulafono，Governor of American Samoa (2003–present)
- 澳大利亞
  - 君主：Elizabeth II，Queen of Australia（1952–present）
  - Governor-General - Michael Jeffery，Governor-General of Australia（2003–present）
  - 總理：John Howard，Prime Minister of Australia（1996–present）
- 庫克群島（新西蘭自治領）
  - High Commissioner - John Bryan，High Commissioner of the Cook Islands (2005–present)
  - Queen's Representative - Frederick Goodwin，Queen's Representative in the Cook Islands (2001–present)
  - 總理：Jim Marurai，Prime Minister of the Cook Islands（2004–present）
- 斐濟
  - 總統： Ratu Josefa Iloilo，President of Fiji（2000–present）
  - 總理：Laisenia Qarase，Prime Minister of Fiji（2001–present）
- 法屬玻里尼西亞（法國海外屬國）
  - High Commissioner - Anne Boquet，High Commissioner of French Polynesia (acting) (2005–present)
  - President of the Government - Oscar Temaru，President of the Government of French Polynesia (2005–present)
- 基里巴斯
  - 總統： Anote Tong，President of Kiribati（2003–present）
- 馬紹爾群島
  - 總統： Kessai Note，President of the Marshall Islands (2000–present)
- 密克羅尼西亞聯邦
  - 總統： Joseph Urusemal，President of the Federated States of Micronesia (2003–present)
- 瑙魯
  - 總統： Ludwig Scotty，President of Nauru（2004–present）
- 新喀里多尼亞（法國海外屬國）
  - High Commissioner - Michel Mathieu，High Commissioner of New Caledonia (2005–present)
  - President of the Government - Marie-Noëlle Thémereau，President of the Government of New Caledonia (2004–present)
- 新西蘭
  - 君主：Elizabeth II，Queen of New Zealand（1952–present）
  - Governor-General - Dame Silvia Cartwright，Governor-General of New Zealand（2001–present）
  - 總理：Helen Clark，Prime Minister of New Zealand（1999–present）
- 紐埃（associated state of New Zealand）
  - Resident Commissioner - Sandra Lee-Vercoe，Resident Commissioner of Niue (2003–present)
  - 總理：Young Vivian，Prime Minister of Niue (2002–present)
- 北馬里亞納群島（Commonwealth of the U.S.）
  - Governor - Juan Babauta，Governor of the Northern Mariana Islands (2002–present)
- 帛琉
  - 總統： Tommy Remengesau，President of Palau（2001–present）
- 巴布亞新畿內亞
  - 君主：Elizabeth II，Queen of Papua New Guinea（1975–present）
  - Governor-General - Sir Paulias Matane，Governor-General of Papua New Guinea（2004–present）
  - 總理：Sir Michael Somare，Prime Minister of Papua New Guinea（2002–present）
  - Bougainville - Joseph Kabui，President of Bougainville Autonomous Government (2005-present)
- 皮特凱恩群島（英國海外領地）
  - Governor - Richard Fell，Governor of the Pitcairn Islands（2001–present）
  - Commissioner - Leslie Jacques，Commissioner of the Pitcairn Islands（2003–present）
  - Mayor - Jay Warren，Mayor of the Pitcairn Islands（2004–present）
- 薩摩亞
  - 君主：Malietoa Tanumafili II，Head of State of Samoa (1963–present)
  - 總理：Tuila'epa Sailele Malielegaoi，Prime Minister of Samoa (1998–present)
- 索羅門群島
  - 君主：Elizabeth II，Queen of the Solomon Islands (1978–present)
  - Governor-General - Nathaniel Waena，Governor-General of the Solomon Islands (2004–present)
  - 總理：
    1. Sir Allan Kemakeza，Prime Minister of the Solomon Islands (2001–2006)
    2. Snyder Rini，Prime Minister of the Solomon Islands (2006)
    3. Manasseh Sogavare，Prime Minister of the Solomon Islands (2006–present)
- 托克勞（新西蘭領地）
  - Administrator - Neil Walter，Administrator of Tokelau (2003–present)
  - Head of Government - Pio Tuia，Head of Government (2005–present)
- 湯加
  - 君主：Taufa'ahau Tupou IV，King of Tonga (1965–present)
  - Prime Minister -
    1. Prince Lavaka Ata 'Ulukalala，Prime Minister of Tonga (2000–2006)
    2. Feleti Sevele，Prime Minister of Tonga (2006–present)
- 圖瓦盧
  - 君主：Elizabeth II，Queen of Tuvalu（1978–present）
  - Governor-General - Filoimea Telito，Governor-General of Tuvalu（2005–present）
  - 總理：Maatia Toafa，Prime Minister of Tuvalu（2004–present）
- 萬那杜
  - 總統： Kalkot Mataskelekele，President of Vanuatu (2004–present)
  - 總理：Ham Lini，Prime Minister of Vanuatu (2004–present)
- 瓦利斯及富圖納群島（French overseas collectivity）
  - Administrator-Superior - Xavier de Furst Administrator-Superior of Wallis and Futuna (2005-present)
  - President of the Territorial Assembly - Apeleto Likuvalu President of the Territorial Assembly (2005-present)

## 歐洲
- 阿爾巴尼亞
  - 总统：阿尔弗雷德·莫伊休（Alfred Moisiu）（2002年－）
  - 总理：萨利·贝里沙（Sali Berisha）（2005年－）
- 安道爾
  - 大公：
    - 法国总统：雅克·希拉克（Jacques Chirac）（1995年－）
    - 西班牙乌赫尔地方主教：霍安·恩里克·比韦斯·西西利亚（Joan Enric Vives Sicília）（2003年－）

  - 首相：阿尔韦特·平塔特（Albert Pintat）（2005年－）
- 亞美尼亞
  - 总统：罗伯特·科恰良（Robert Kocharyan）（1998年－）
  - 总理：安德拉尼克·马尔卡良（Andranik Markaryan）（2000年－）
- 奧地利
  - 总统：海因茨·菲舍尔（Heinz Fischer）（2004年－）
  - 总理：沃尔夫冈·许塞尔（Wolfgang Schüssel）（2000年－）
- 阿塞拜疆
  - 总统：伊利哈姆·阿利耶夫（Ilham Aliyev）（2003年－）
  - 总理：阿尔图尔·拉西扎德（Artur Rasizade）（2003年－）
- 白俄羅斯
  - 总统：亚历山大·卢卡申科（Aleksandr Lukashenko）（1994年－）
  - 总理：谢尔盖·西多尔斯基（Sergey Sidorsky）（2003年－）
- 比利時
  - 国王：阿尔贝二世（Albert II）（1993年－）
  - 首相：居伊·费尔霍夫施塔特（Guy Verhofstadt）（1999年－）
- 波斯尼亞黑塞哥維那
  - 主席团：
    - 塞族成员：鲍里斯拉夫·帕拉瓦茨（Borislav Paravac）（2003年－）
    - 波族成员：苏莱曼·蒂希奇（Sulejman Tihić）（2002年－）
    - 克族成员：伊沃·米罗·约维奇（Ivo Miro Jović）（2005年－）

  - 部长会议主席：阿德南·泰尔齐奇（Adnan Terzić）（2003年－）
- 保加利亞
  - 总统：格奥尔基·珀尔瓦诺夫（Georgi Parvanov）（2002年－）
  - 部长会议主席：塞尔盖伊·斯塔尼舍夫（Sergey Stanishev）（2005年－）
- 克羅地亞
  - 总统：斯捷潘·梅西奇（Stjepan Mesić）（2000年－）
  - 總理：伊沃·萨纳德（Ivo Sanader）（2003年－）
- 捷克
  - 总统：瓦茨拉夫·克劳斯（Václav Klaus）（2003年－）
  - 总理：
    1. 伊日·帕劳贝克（Jiří Paroubek）（2005年－2006年）
    2. 米雷克·托波拉内克（Mirek Topolánek）（2006年－）
- 塞浦路斯
  - 总统：塔索斯·帕帕佐普洛斯（Tassos Papadopoulos）（2003年－）
- 丹麥
  - 君主：玛格丽特二世（1972年－）
  - 首相：安诺斯·福格·拉斯穆森（2001年－）
- 愛沙尼亞
  - 总统：
    1. 阿诺尔德·吕特尔（Arnold Rüütel）（2001年－2006年）
    2. 托马斯·亨德里克·伊尔韦斯（Toomas Hendrik Ilves）（2006年－）

  - 总理：安德鲁斯·安西普（Andrus Ansip）（2005年－）
- 芬蘭
  - 总统：塔里娅·哈洛宁（Tarja Halonen）（2000年－）
  - 总理：马蒂·万哈宁（Matti Vanhanen）（2003年－）
- 法國
  - 總統：（Jacques Chirac）（1995年－）
  - 總理：多米尼克·德維爾潘（Dominique de Villepin）（2005年－）
- 德國
  - 總統：霍斯特·克勒（Horst Köhler）（2004年－）
  - 總理：（Angela Merkel）（2005年－）
- 格魯吉亞
  - 总统：米哈伊尔·萨卡什维利（Mikhail Saakashvili）（2004年－）
  - 总理：佐拉布·诺盖代利（Zurab Nogaideli）（2005年－）
- 希臘
  - 总统：卡罗洛斯·帕普利亚斯（Karolos Papoulias）（2005年－）
  - 总理：科斯塔斯·卡拉曼利斯（Costas Caramanlis）（2004年－）
- 匈牙利
  - 总统：拉斯洛·绍约姆（László Sólyom）（2005年－）
  - 总理：费伦茨·久尔恰尼（Ferenc Gyurcsány）（2004年－）
- 冰島
  - 总统：奥拉维尔·拉格纳·格里姆松（Ólafur Ragnar Grímsson）（1996年－）
  - 总理： 
    1. 哈尔多尔·奥斯格里姆松（Halldór Ásgrímsson）（2004年－2006年）
    2. 盖尔·哈尔德（Geir Haarde）（2006-）
- 愛爾蘭
  - 总统：玛丽·麦卡利斯（Mary McAleese）（1997年－）
  - 总理：伯蒂·埃亨（Bertie Ahern）（1997年－）
- 義大利
  - 总统： 
    1. 卡洛·阿泽利奥·钱皮（Carlo Azeglio Ciampi）（1999年－2006年）
    2. 乔治·纳波利塔诺（Giorgio Napolitano）（2006年－）

  - 總理：
    1. 西尔维奥·贝卢斯科尼（Silvio Berlusconi）（2001年－2006年）
    2. 羅馬諾·普羅迪（Romano Prodi）（2006年－）
- 拉脫維亞
  - 总统：瓦伊拉·维凯·弗赖贝加（Vaira Vīķe-Freiberga）（1999年－）
  - 总理：艾加尔斯·卡尔维季斯（Aigars Kalvitis）（2004年－）
- 列支敦士登
  - 公爵：汉斯-亚当二世（Hans Adam II）（1989年－）
  - 摄政：阿洛伊斯王子（Prince Alois）（2004年－）
  - 首相：奥特马尔·哈斯勒（Otmar Hasler）（2001年－）
- 立陶宛
  - 总统：瓦尔达斯·阿达姆库斯（Valdas Adamkus）（2004年－）
  - 总理： 
    1. 阿尔吉尔达斯·布拉藻斯卡斯（Algirdas Brazauskas）（2001年－2006年）
    2. 格季米纳斯·基尔基拉斯（Gediminas Kirkilas）（2006年－）
- 盧森堡
  - 大公：亨利（Henri）（2000年－）
  - 首相：让-克洛德·容克（Jean-Claude Juncker）（1995年－）
- 馬其頓
  - 总统：總統： Branko Crvenkovski，(2004–present)
  - 總理：Vlado Buckovski，Prime Minister of Macedonia（2004–present）
- 馬爾他
  - 總統： Eddie Fenech Adami，President of Malta（2004–present）
  - 總理：Lawrence Gonzi，Prime Minister of Malta（2004–present）
- 摩爾多瓦
  - 總統： Vladimir Voronin，President of Moldova（2001–present）
  - 總理：Vasile Tarlev，Prime Minister of Moldova（2001–present）
  - Transnistria - Igor Smirnov，President of Transnistria (1991-present)
  - Gagauzia - Gheorghe Tabunscic，President of Gagauzia Autonomous Region (2002-present)
- 摩納哥
  - Prince - Albert II，Prince of Monaco（2005–present）
  - Minister of State - Jean-Paul Proust，Minister of State of Monaco（2005–present）
- 蒙特尼哥羅
  - 總統： [[]]，President of Montenegro（2002–present）
  - 總理：米諾·久卡諾維奇，Prime Minister of Montenegro（2003–present）
- 荷蘭
  - 君主：碧翠斯女王（1980年－）
  - 總理：揚·彼得·巴爾克嫩德（2002年－）
- 挪威
  - 君主：哈拉爾五世（1991年－）
  - 總理：延斯·斯托爾滕貝格（2005年－）
- 波蘭
  - 總統： Lech Aleksander Kaczyński，President of the Republic of Poland（2005–present）
  - 總理：Kazimierz Marcinkiewicz，Prime Minister of Poland（2005–present）
- 葡萄牙
  - 總統：
    1. Jorge Sampaio，President of Portugal（1996–2006）
    2. Aníbal Cavaco Silva，President of Portugal（2006–present）

  - 總理：José Sócrates，Prime Minister of Portugal（2005–present）
- 羅馬尼亞
  - 總統： Traian Băsescu，President of Romania（2004–present）
  - 總理：Călin Popescu-Tăriceanu，Prime Minister of Romania（2004–present）
- 俄羅斯
  - 總統：弗拉基米爾·普京（1999年－）
  - 總理：米哈伊爾·弗拉德科夫（2004年－）
  - 車臣
    - 總統：  Abdul-Khalim Sadulayev，President of Chechnya，acting (2005–June 2006)
    - 總理：Abdul-Khalim Sadulayev，Prime Minister of Chechnya（2005–June 2006）
    - Moscow-Installed 總統： Alu Alkhanov，President of Chechnya（2004–present）
    - Moscow-Installed 總理：Sergey Abramov，Prime Minister of Chechnya（2004–present）
    - Moscow-Installed acting 總理：Ramzan Kadyrov（2005–present）
- 聖馬利諾
  1. 圣马力诺执政官：Claudio Muccioli and Antonello Bacciocchi（2005–2006）
  2. Captains-Regent - Gianfranco Terenzi and Loris Francini (2006-present)
- 塞爾維亞
  - 總統：Boris Tadić President of Serbia（2004–present）
  - 總理：Vojislav Koštunica，Prime Minister of Serbia（2004–present）
  - 科索沃 (international administration)
    - 總統：
      1. Ibrahim Rugova，President of Kosovo (2002-2006)
      2. Nexhat Daci，acting President of Kosovo (2006)
      3. Fatmir Sejdiu，President of Kosovo (2006-present)

    - Prime Minister -
      1. Bajram Kosumi，Prime Minister of Kosovo（2005–2006）
      2. Agim Çeku，Prime Minister of Kosovo (2006-present)

    - UN Administrator - Søren Jessen-Petersen，Denmark，UN Administrator to Kosovo（2004–June 2006）

  - 伏依伏丁那
    - 總理：Bojan Pajtić，Prime minister of Vojvodina，(2004–present)
    - President of the Assembly - Bojan Kostreš，President of the Assembly of Vojvodina，(2004–present)
- 斯洛伐克
  - 總統： Ivan Gašparovič，President of Slovakia（2004–present）
  - 總理：
    1. Mikuláš Dzurinda，Prime Minister of Slovakia（1998–2006）
    2. Robert Fico，Prime Minister of Slovakia（2006–present）
- 斯洛維尼亞
  - 總統： Janez Drnovšek，President of Slovenia（2002–present）
  - 總理：Janez Janša，Prime Minister of Slovenia（2004–present）
- 西班牙
  - 君主：胡安·卡洛斯一世（1975年－）
  - 總理：薩帕特羅（2004年－）
  - Basque Country - Juan José Ibarretxe Markuartu，Basque President（1999–present）
  - Catalonia - Pasqual Maragall i Mira，President of Catalonia（2003–present）
- 瑞典
  - 君主 - Carl XVI Gustaf），King of Sweden（1973–今）
  - 总理 - 格兰·佩尔森(Göran Persson)，瑞典总理（1996–今）
- 瑞士
  - Swiss Federal Council - Moritz Leuenberger（1995–present, President of the Confederation for the year 2006）, Pascal Couchepin（1998–present）, Joseph Deiss（1999–present）, Samuel Schmid（2000–present）, Micheline Calmy-Rey（2002–present, Vice-President of the Confederation for the year 2006）, Christoph Blocher（2003–present）, Hans-Rudolf Merz（2003–present）
  - See also: List of 2006 office-holders in Switzerland
- 土耳其
  - 總統： Ahmet Necdet Sezer，President of Turkey（2000–present）
  - 總理：Recep Tayyip Erdoğan，Prime Minister of Turkey（2003–present）
- 烏克蘭
  - 總統：維克托·尤先科（2005年－）
  - 總理：維克托·亞努科維奇（2005年－）
  - 
    - Chairman of the Parliament -
      1. Boris Deich，Chairman of the Parliament of the Crimean Republic（2002–2006）
      2. Anatoli Hrytsenko，Chairman of the Parliament of the Crimean Republic（2006–present）

    - 總理：Anatolii Burdyugov，Prime Minister of Crimea（2005–present）
- 英國
  - 君主：伊莉莎白二世（1952年－）
  - 首相：托尼·布萊爾（1997年－）
    - 北愛爾蘭 - David Trimble，First Minister of Northern Ireland（2001–present） (suspended)
    - 蘇格蘭 - Jack McConnell，First Minister of Scotland（2001–present）
    - 威爾斯 - 洛蒂·摩根（Rhodri Morgan），威爾斯第一部長（2000年－）
    - 直布羅陀（英國海外屬地）-
      - Governor - Sir Francis Richards，Governor of Gibraltar（2003–present）
      - Chief Minister - Peter Caruana，Chief Minister of Gibraltar（1996–present）
- 教廷
  - 教宗：本篤十六世（2005年－）
  - Secretary of State - Angelo Cardinal Sodano，Cardinal Secretary of State（1990–present）

## 中東
- 巴林
  - 國王：Hamad bin Isa Al Khalifa，King of Bahrain（1999–present）
  - 總理：Khalifa bin Salman Ali Khalifa，Prime Minister of Bahrain（1971–present）
- 埃及
  - 總統：穆巴拉克（1981年－）
  - 總理：艾哈邁德·馬哈茂德·穆罕默德·納齊夫（2004年－）
- 伊朗
  - 精神領袖：阿里·哈梅內伊（1989年－）
  - 總統：艾哈邁迪-內賈德（2005年－）
- 伊拉克
  - 總統：賈拉勒·塔拉巴尼（2005年－）
  - 總理：
    1. 易卜拉欣·賈法里（2005年－2006年）
    2. 賈瓦德·馬利基（2006年－）

  - Kurdistan Autonomous Region
    - 總統： Massoud Barzani（2005–present）
    - 總理：Nechirvan Barzani (2005-present)
- 以色列
  - 總統：摩西·卡察夫（2000年－）
  - 總理：
    1. 艾里爾·夏隆（2001年－2006年）
    2. 艾胡德·奧爾默特（2006年－）
- 約旦
  - 國王：阿卜杜拉二世 （1999年－）
  - 首相：阿德南·巴德蘭（2005年－）
- 科威特
  - 埃米爾： 
    1. 賈比爾·艾哈邁德·薩巴赫（1977年－2006年）
    2. 薩阿德·阿卜杜拉·薩利姆·薩巴赫（2006年）
    3. 薩巴赫·艾哈邁德·賈比爾·薩巴赫（2006年－）

  - 首相：
    1. 薩巴赫·艾哈邁德·賈比爾·薩巴赫（2003年－2006年）
    2. 納賽爾·穆罕默德·艾哈邁德·薩巴赫（2006年－）
- 黎巴嫩
  - 總統：埃米爾·拉胡德（1998年－）
  - 總理：福阿德·西尼烏拉（2005年－）
- 阿曼
  - Sultan - Qaboos Bin Said，Sultan of Oman（1970–present）
  - 總理：Qaboos Bin Said，Prime Minister of Oman（1972–present）
- 巴勒斯坦（巴勒斯坦民族權力機構）
  - 主席：馬赫姆得·阿巴斯（2005年－）
  - 總理：
    1. Ahmed Qureia，Prime Minister of the Palestinian Authority（2005–2006）
    2. 伊斯梅爾·哈尼亞（2006年－）
- 卡達
  - 君主：Hamad ibn Khalifa Al Thani，Emir of Qatar（1995–present）
  - 總理：Abdullah ibn Khalifa Al Thani，Prime Minister of Qatar（1996–present）
- 沙烏地阿拉伯
  - 國王：阿卜杜拉·本·阿卜杜勒-阿齊茲（2005年－）
  - 首相：阿卜杜拉·本·阿卜杜勒-阿齊茲（2005年－）
- 敘利亞
  - 總統： Bashar al-Assad，President of Syria（2000–present）
  - 總理：Muhammad al-Otari，Prime Minister of Syria（2003–present）
- 阿拉伯聯合大公國
  - 總統： Khalifa bin Zayed Al Nahayan，President of the United Arab Emirates（2004–present）
  - Prime Minister -
    1. Maktoum bin Rashid al-Maktoum，Prime Minister of the United Arab Emirates (1990-2006)
    2. Mohammed bin Rashid Al Maktoum，Prime Minister of the United Arab Emirates（2006–present）

  - Emirates Rulers - Abu Dhabi - Khalifa bin Zayed Al Nahayan (2004-present); Ajman - Humayd ibn Rashid Al Nuaimi (1981-present); Dubai - Maktum bin Rashid al-Maktum (1990-2006), Muhammad ibn Rashid Al Maktum (2006-present); Fujairah - Hamad ibn Muhammad ash-Sharqi (1974-present); Ras al-Khaimah - Saqr ibn Muhammad al-Qasimi (1948-present), Sharjah - Sultan ibn Muhammad al-Qasimi (1987-present); Umm al-Qaiwain - Rashid ibn Ahmad Al Mu`alla (1981-present)
- 葉門
  - 總統：阿里·阿卜杜拉·薩利赫（1990年－）
  - 總理：阿卜杜勒·卡迪爾·巴賈邁勒（2001年－）

## 中北美洲
- 安提瓜和巴布達
  - 君主：伊莉莎白二世（Elizabeth II）（1981年－）
  - 总督：詹姆斯·卡莱尔（James Carlisle）（1993年－）
  - 总理：鲍德温·斯潘塞（Baldwin Spencer）（2004年－）
- 阿魯巴（荷蘭）
  - 君主：（Queen Beatrix）（1980年－）
  - 总督：弗雷迪斯·雷丰卓（Fredis Refunjol）（2004年－）
  - 总理：内尔松·O·奥杜贝（Nelson O. Oduber）（2001年－）
- 巴哈馬
  - 君主：伊莉莎白二世（Elizabeth II）（1973年－）
  - 总督：
    1. 保罗·阿德利（Paul Adderley）（2005年－2006年）
    2. 阿瑟·戴恩·汉纳（Arthur Dion Hanna）（2006年－）

  - 总理：佩里·克里斯蒂（Perry Christie）（2002年－）
- 巴貝多
  - 君主：伊莉莎白二世（Elizabeth II）（1966年－）
  - 总督：克利福德·赫斯本兹（Clifford Husbands）（1996年－）
  - 总理：欧文·阿瑟（Owen Arthur）（1994年－）
- 貝里斯
  - 君主：伊莉莎白二世（Elizabeth II）（1981年－）
  - 总督：科尔维尔·扬（Colville Young）（1993年－）
  - 总理：赛义德·穆萨（Said Musa）（1998年－）
- 加拿大
  - 君主：伊莉莎白二世（Elizabeth II）（1952年－）
  - 总督：米歇尔·让（2005年－）
  - 总理：
    1. 保羅·馬丁（Paul Martin）（2003年－2006年）
    2. 斯蒂芬·哈珀（Stephen Harper）（2006年－）
- 哥斯达黎加
  - 总统： 
    1. 阿韦尔·帕切科（Abel Pacheco）（2002年－2006年）
    2. 奥斯卡·阿里亚斯（Óscar Arias）（2006年－）
- 古巴
  - 國務委員會主席：菲德爾·卡斯特罗（Fidel Castro）（1976年－）
  - 部長會議主席：菲德爾·卡斯特罗（Fidel Castro）（1959年－）
- 多米尼克
  - 总统：尼古拉斯·利物浦（Nicholas Liverpool）（2003年－）
  - 总理：罗斯福·斯凯里特（Roosevelt Skerrit）（2004年－）
- 多明尼加共和國
  - 总统：莱昂内尔·费尔南德斯（Leonel Fernández）（2004年－）
- 薩爾瓦多
  - 总统：安东尼奥·萨卡（Antonio Saca）（2004年－）
- 格瑞那達
  - 君主：伊莉莎白二世（Elizabeth II）（1974年－）
  - 总督：丹尼尔·威廉斯（Daniel Williams）（1996年－）
  - 总理：基思·米切尔（Keith Mitchell）（1995年－）
- 瓜地馬拉
  - 总统：奥斯卡·贝尔赫（Óscar Berger）（2004年－）
- 海地
  - 总统：
    1. 博尼法斯·亚历山大（Boniface Alexandre）（2004年－2006年）
    2. 伦奇·普雷瓦尔（René Préval）（2006年－）

  - 总理：热拉尔·拉托图（Gérard Latortue）（2004年－）
- 宏都拉斯
  - 总统： 
    1. 里卡多·马杜罗（Ricardo Maduro）（2002年－2006年）
    2. 曼努埃尔·塞拉亚（Manuel Zelaya）（2006年－）
- 牙買加
  - 君主：伊莉莎白二世（Elizabeth II）（1962年－）
  - 总督：
    1. 霍华德·库克（Howard Cooke）（1991年－2006年）
    2. 肯尼思·霍尔（Kenneth Hall）（2006年至今）

  - 总理：
    1. P·J·帕特森（P. J. Patterson）（1992年－2006年）
    2. 波蒂亚·辛普森-米勒（Portia Simpson-Miller）（2006年－）
- 墨西哥
  - 總統：
    1. 比森特·福克斯（Vicente Fox）（2000年－2006年）
    2. 费利佩·卡尔德龙（Felipe Calderón）（2006年－）
- 荷屬安地列斯（荷蘭）
  - 君主：（Queen Beatrix）（1980年－）
  - 总督：弗里茨·胡德赫德拉赫（Frits Goedgedrag）（2002年－）
  - 总理：
    1. 埃廷·伊斯（Etienne Ys）（2004年－2006年）
    2. 埃米莉·德容-埃赫（Emily de Jongh-Elhage）（2006年－）
- 尼加拉瓜
  - 总统：恩里克·博拉尼奥斯（Enrique Bolaños）（2002年－）
- 巴拿馬
  - 總統：馬丁·托里霍斯（Martín Torrijos）（2004年－）
- 聖克里斯多福及尼維斯
  - 君主：伊莉莎白二世（Elizabeth II）（1983年－）
  - 总督：卡思伯特·塞巴斯蒂安（Cuthbert Sebastian）（1996年－）
  - 总理：登齐尔·道格拉斯（Denzil Douglas）（1995年－）
- 聖露西亞
  - 君主：伊莉莎白二世（Elizabeth II）（1979年－）
  - 总督：皮尔莱特·路易丝（Pearlette Louisy）（1997年－）
  - 总理：肯尼·安东尼（Kenny Anthony）（1997年－）
- 聖文森及格瑞那丁
  - 君主：伊莉莎白二世（Elizabeth II）（1979年－）
  - 总督：弗雷德里克·巴兰坦（Frederick Ballantyne）（2002年－）
  - 总理：拉尔夫·冈萨尔维斯（Ralph Gonsalves）（2001年－）
- 千里達和托巴哥
  - 总统：乔治·马克斯韦尔·理查兹（George Maxwell Richards）（2003年－）
  - 总理：帕特里克·曼宁（Patrick Manning）（2001年－）
- 美国
  - 总统：乔治·W·布什（George W. Bush）（2001年－）

## 南美洲
- 阿根廷
  - 总统：内斯托尔·基什内尔（Néstor Kirchner）（2003年－）
- 玻利维亚
  - 总统：
    1. 爱德华多·罗德里格斯（Eduardo Rodriguez）（2005年－2006年）
    2. 埃沃·莫拉莱斯（Evo Morales）（2006年－）
- 巴西
  - 总统：路易斯·伊纳西奥·卢拉·达席尔瓦（Luiz Inácio Lula da Silva）（2003年－）
- 智利
  - 总统：
    1. 里卡多·拉戈斯（Ricardo Lagos）（2000年－2006年）
    2. 米歇尔·巴切莱特（Michelle Bachelet）（2006年－）
- 哥伦比亚
  - 总统：阿尔瓦罗·乌里韦（Álvaro Uribe）（2002年－）
- 厄瓜多尔
  - 总统：阿尔弗雷多·帕拉西奥（Alfredo Palacio）（2005年－）
- 圭亚那
  - 总统：巴拉特·贾格迪奥（Bharrat Jagdeo）（1999年－）
  - 总理：萨姆·海因兹（Sam Hinds）（1999年－）
- 巴拉圭
  - 总统：尼卡诺尔·杜阿尔特·弗鲁托斯（Nicanor Duarte Frutos）（2003年－）
- 秘鲁
  - 总统：
    1. 亚历杭德罗·托莱多（Alejandro Toledo）（2001年－2006年）
    2. 阿兰·加西亚（Alan García）（2006年－）

  - 总理：
    1. 佩德罗·巴勃罗·库琴斯基（Pedro Pablo Kuczynski）（2005年－2006年）
    2. 豪尔赫·德尔卡斯蒂略（Jorge Del Castillo）（2006年－）
- 苏里南
  - 总统：罗纳德·韦内蒂安（Ronald Venetiaan）（2000年－）
- 乌拉圭
  - 总统：塔瓦雷·巴斯克斯（Tabaré Vázquez）（2005年－）
- 委内瑞拉
  - 总统：乌戈·查韦斯（Hugo Chávez）（2002年－）